# شط جريبة
شط جريبة أو جريبة هي إحدى قرى مركز دمياط التابع لمحافظة دمياط بجمهورية مصر العربية.

## التاريخ
قرية شط جريبة من القرى الحديثة، وأصلها من توابع نواحي شطوط دمياط حيث فُصلت عنها سنة 1872م إداريًا، وفي سنة 1936م صدر قرار بفصلها عنها من الوجهة المالية، وبذلك أصبح شط جريبة ناحية قائمة بذاتها.